# Willoughby Weiss
Willoughby Weiss, alla nascita Willoughby Hunter Weiss (Liverpool, 2 aprile 1820 – Londra, 24 ottobre 1867), è stato un basso e compositore inglese, cantante di oratorio e d'opera. Divenne uno dei bassi più famosi del XIX secolo e cantò nelle prime di molte opere inglesi.

## Biografia
Nacque a Liverpool, figlio di Willoughby Gaspard Weiss Esq., un professore di flauto ed editore musicale. Studiò con Sir George Thomas Smart e Michael Balfe.
Weiss fece il suo debutto operistico a Dublino nel 1842 come Oroveso e a Londra al Prince's Theatre in quel periodo come Conte Rodolfo in La sonnambula. Henry Fothergill Chorley lo vide come Oroveso in una Norma inglese al Princess's Theatre di Londra, accanto ad Adelaide Sartoris e disse che "cantava bene e sembrava una giraffa". Nel 1845 sposò Georgina Ansell Barrett. La signora Georgina Weiss (1826-1880), un soprano, cantò spesso con suo marito e fece il suo debutto sul palcoscenico a Drury Lane nel 1847.
Nel 1846 apparve al Drury Lane al fianco di Anna Bishop nella première dell'opera di Lewis Henry Lavenu Loretta: A Tale of Seville, nel ruolo di Don Juanito. Nel 1847 fu a fianco di Sims Reeves al suo debutto in un ruolo da protagonista (Edgardo) nella Lucia di Lammermoor (con Dorus Gras e Henry Whitworth), diretto da Hector Berlioz, nella compagnia di Louis Antoine Jullien: poco dopo Reeves e Weiss cantarono ancora insieme nella premiere dell'opera di Balfe Maid of Honor.
Nel 1854 mise in musica la storia di Henry Wadsworth Longfellow, The Village Blacksmith, da cui trasse una considerevole fortuna. In quell'anno Weiss era nella compagnia di Jarrett al Drury Lane, con Reeves, Agnes Büry, Mme Rudersdorff, Louisa Pyne e altri, in una stagione che comprendeva Lucia, Fra Diavolo, La sonnambula, Il ratto dal serraglio e Masaniello. Il giorno di capodanno del 1856 con Reeves, Novello e Lewis Thomas, fece una rappresentazione dell'opera Joseph di Méhul del 1807 (con libretto censurato) al Castello di Windsor. Reeves, Clara Novello, Mme Sainton-Dolby e Weiss diedero la prima della cantata di William Sterndale Bennett The May Queen alla fondazione del Festival di Leeds, nel 1858. Nel gennaio 1861 cantò il Messiah alla Cattedrale di San Paolo, primo oratorio a essere ascoltato lì, con Reeves, Helen Lemmens-Sherrington e la signora Lockey.
Il collega di Liverpool Charles Santley, che spesso cantava con lui (e si riferiva alla sua "ben meritata posizione come il principale (inglese) basso del suo tempo"), lo definì "un uomo fine, bellissimo, alto circa un metro e novanta", magro in gioventù. Weiss fu un baritono di spicco nella compagnia d'opera Pyne and Harrison del Covent Garden tra la fine degli anni '50 e l'inizio degli anni sessanta.
Santley e Weiss diedero famose interpretazioni del duetto di Händel "Il Signore è un uomo di guerra" da Israele in Egitto, forse per la prima volta all'inaugurazione del Municipio di Leeds da parte della Regina Vittoria nel 1858. Nel centenario dell'Händel Festival al Crystal Palace nel 1859 egli fu il basso solista, con Mmes Novello, Sainton-Dolby, Sims Reeves e Giovanni Belletti, nel Messiah, Israele in Egitto e Giuda Maccabeo. Poco prima della sua morte prematura, Weiss eseguì un vasto programma di musica sacra, tra cui un Elijah completo, al Festival di Hereford e ancora un Elijah e un St. Paul al Festival di Birmingham.